# Alegria de Poble
Ricardo «Rixi» Barberà (Vallada, 17 de novembre de 1997), conegut a les xarxes socials com a Alegria de Poble, és un creador de contingut valencià en llengua valenciana. A través dels seus vídeos, mostra aspectes de la vida rural, la cultura local i els valors del territori, amb especial atenció a qüestions com la salut mental i el benestar emocional.
Es va formar en l'àmbit de l'activitat física i esportiva, concretament com a tècnic d'activitats fisicoesportives en el medi natural, i va exercir com a monitor esportiu al Poliesportiu Municipal de Vallada. L'any 2021 va començar a publicar vídeos a TikTok i Instagram amb l'objectiu de gestionar l'ansietat i compartir reflexions de caràcter personal. El seu contingut, de ràpida difusió, es va viralitzar, i l'any 2022 ja havia superat els cent mil seguidors. Amb el lema «Vallà, el millor poble que n'hi ha», ha construït un projecte comunicatiu centrat en l'autenticitat, l'arrelament al territori i una actitud crítica davant les injustícies socials i quotidianes.
L'estiu de 2023 s'incorporà al projecte mediàtic L'Squad d'À Punt, en el qual col·laborà amb altres influenciadors valencians. També ha estat convidat a esdeveniments com el Pirata Beach Fest, on ha dut a terme entrevistes a diferents artistes.
L'any 2024 va ser reconegut com a Creador Revelació als Premis AMIC-Tresdeu i a la II Gala de la Creació de Contingut en Valencià. Posteriorment, l'any 2025, va rebre el guardó a Millor Vídeo de l'Any als Premis CRIT, per votació popular, gràcies a un vídeo viral sobre les persones afectades per la gota freda a Algemesí.